# Francesc d'Aixemús i Simó
Francesc d'Aixemús i Simó (Reus, 9 de desembre de 1780 - 20 de gener de 1854) va ser un comerciant català.
De la família reusenca dels Aixemús, va ser ciutadà honrat de Barcelona, títol que havia aconseguit el seu besavi Francesc Aixemús i Figuerola. L'any 1809, segurament a causa de l'ambient bèl·lic del moment, va entrar de cadet a "qualsevol cos dels Reials Exèrcits", i, amb el permís del seu pare Gabriel Aixemús i Folch, va entrar a l'exèrcit. La família li donà una assistència diària de 20 rals. L'any 1811 va tenir un afer amb Paula Baget i Miró, membre d'una família benestant reusenca, que li va exigir que es casés amb ella, ja que havien tingut un fill en comú. A la fi va renunciar a la demanda, però no abans d'haver aconseguit per a ella i per al seu fill Francesc, una pensió vitalícia de 500 lliures. Una vegada resolta la situació amb Paula Baget, es casà amb la vallenca Maria Francesca Baldrich i Arandes.
Va participar, encara que de manera no gaire activa, en la política reusenca, sempre des de posicions conservadores. Els anys 1820 i 1821 va ser regidor a l'ajuntament de Reus, i el 1835, després de la crema de convents a Reus, va ser un dels firmants de l'ofici que l'ajuntament de Reus va enviar al governador civil per comunicar-li que constituïa una junta de seguretat i defensa per mantenir la calma entre la població.
Va dedicar-se a l'explotació de les seves finques rústiques i al comerç, sobretot d'aiguardent i gra. La seva situació econòmica va anar en decadència, i va haver de vendre terrenys i censals que posseïa als termes de Reus i Tarragona. Es va veure obligat a demanar diversos crèdits per poder pagar els deutes, i altres crèdits per poder pagar els primers. La davallada del seu patrimoni va ser important, i un fill seu, Antoni d'Aixemús i Baldrich, va intentar a partir de 1854 recuperar part de l'herència, tot i que va seguir l'exemple del seu pare de subsistir a base de crèdits.